# Râul Bahlui

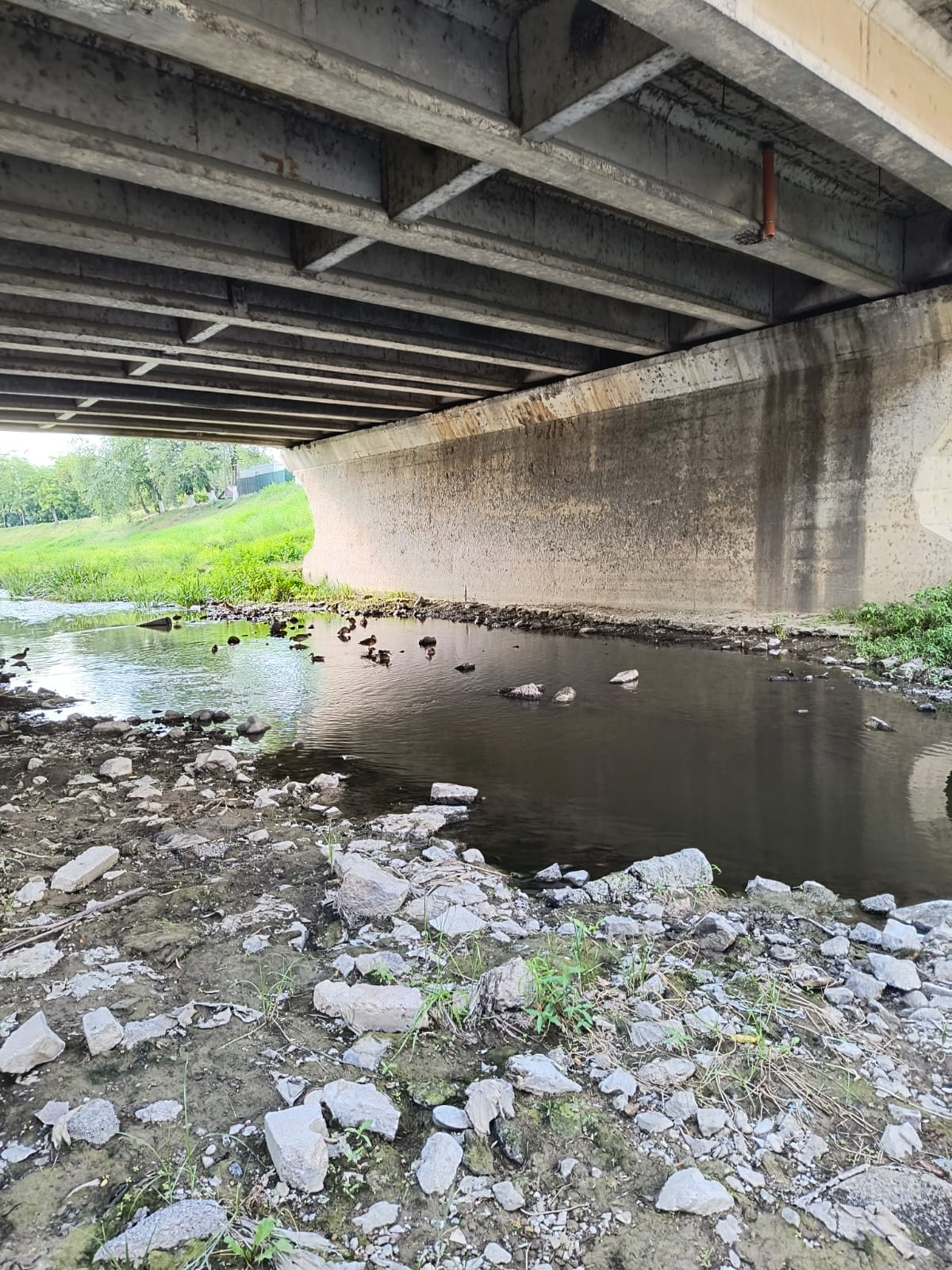
Raul Bahlui vedere sub Podul de Piatra

Bahlui este un râu din Moldova centrală, afluent al Jijiei. Izvorăște în județul Botoșani la o altitudine de 500 metri și curge spre sud în județul Iași prin municipiul Iași, vărsându-se în Jijia în apropiere de localitatea Chiperești. Are o lungime de 119 km, un debit mediu multianual de 4,88 m3/s și un bazin hidrografic de 2.007 km².

## Etimologie
Bahluiul este un toponim de origine cumană, numele acestuia semnificând un „pârâu mocirlos”.

## Date geografice
Râul are o lungime totală de 119 km și un debit mediu anual de 4,88 m³/s. Suprafața bazinului este de 2.007 km². Debitul mediu multianual al râului Bahlui crește pe măsură ce acesta se apropie de vărsarea în râul Jijia. Astfel, la Hârlău, în zona cursului superior, Bahluiul înregistrează un debit mediu de 0,438 m3/s, la Tansa, râul ajunge la un debit mediu de 0,94 m3/s , în apropiere de  intrarea în municipiul Iași se observă un debit mediu de 3,235 m3/s, iar la Holboca, foarte aproape de vărsarea in Jijia, se raportează un debit mediu multianual de 4,88 m3/s.
Izvoarele sale se găsesc la o altitudine de 500 metri în zona comunei Tudora (județul Botoșani), în partea de est a Podișului Sucevei, mai exact în partea de nord a Dealului Mare.
Bahluiul parcurge Câmpia Jijiei Inferioare pe direcția NV-SE, trecând prin orașele Hârlău și Iași. Orașul Iași este străbătut pe o distanță de 14 km, împărțind practic orașul în două. Cartierele prin care trece Bahluiul sunt de la NV spre SE: Dacia, Alexandru cel Bun, Mircea cel Bătrân, Podul de Piatră, Podul Roș, Tudor Vladimirescu, Grădinari, Dancu.
De-a lungul parcursului său, în Bahlui se varsă mai multe râuri, principalii săi afluenți fiind Gurguiata, Durușca, Ciric, Bahluieț, Nicolina, Voinești și Valea Locei. Bahluiul se varsă în râul Jijia, în apropiere de localitatea Chiperești (județul Iași).

## Istorie
În secolul al XlV-lea, în bazinul superior al Bahluiului apar primele formațiuni politice prestatale, în apropierea Hârlăului de azi, pe atunci cu denumirea de Târgul Bahluiului. O hotarnică din 1700 consemnează existența unor vaduri de moară pe Bahlui.
Planuri de regularizare a cursului Bahluiului au existat încă din secolul al XVIII-lea. În raportul lui König din 18 februarie 1785, se propunea „(...) realizarea unui canal navigabil care va trece prin Iași”. Într-un raport din anul 1787, contele Alexandre d’Hauterive, secretarul personal al domnitorului Alexandru Ipsilanti, a catalogat acest proiect ca fiind lipsit de eficiență: „(...) Ce alt s-ar putea trimite din Iași decât noroi?"”
Chiar dacă ideea a fost abandonată, ea a fost reluată în articolul 158 din Regulamentul Organic (1832) când s-a prevăzut că „Siretul și Prutul (...) trebuie a se curăți și a se face mai îndemânatic pentru plutirea sau pentru a se face canaluri de comunicație, de pildă unirea Siretului cu Prutul prin râul Bahlui, care ar fi de mare folos și pentru comercia capitalei”.
Ca urmare a tăierii pădurilor aflate pe malurile sale, dar și a zăgăzuirii apelor de către proprietarii de moșii care au amenajat iazuri, debitul Bahluiul a scăzut, astfel încât "dispuet și cu ape turbure, trist ajunge în fața cetățenilor capitalei, în o stare vrednică a reclama a lor compătimire" (Gazeta de Moldavia, 13 august 1851, „Bahluiul”) 
În anul 1862, ca urmare a mutării capitalei Principatelor Unite de la Iași la București, omul politic moldovean Mihail Kogălniceanu cerea compensații economice pentru fosta capitală a Moldovei, între care și realizarea canalului navigabil Bahlui-Prut, prin care Iașul să devină "port-franc".
În jurul anului 1880, lângă podul de cale ferată de pe linia Iași-Ungheni (1874), într-o baltoacă lărgită de viituri care era din vechime scăldătoarea târgului, ieșeanul Gafencu a amenajat gherete și bufete, transformând zona în Băile Bahluiului. Fete în costume de baie, cu pantalonași treisferturi, îmbiau pe turiști cu cafele și bere rece. Aceste amenajări au atras nemulțumirea unor ieșeni mai puritani, care scriau astfel prin gazete: "Nerușinare! Bahluiul tocmai acolo une curge printre locuințe, tocmai acolo unde sînt căi de comunicații și pe unde trece mai multă lume e prefăcut în scăldătoare. Sute de bărbați, femei și copii se văd stînd în apă, la un loc sau alergînd pe maluri în peile goale, fapt ce nu-l putem califica decît un atentat la bunele moravuri. Ar fi bine ca poliția să ieie măsuri pentru a îndatori pe cei înădușiți de călduri să meargă să se scalde în locuri dosnice, nu sub privirile trecătorilor, îndatorînd în același timp și pe bărbați să nu se scalde la un loc cu femeile (Noua revista, 1 august 1885). Abia în octombrie 1896, Consiliul Sanitar al orașului i-a interzis antreprenorului Gafencu să-și instaleze cabinele la scăldătoare, pretextând că Liceul internat își construise o canalizare modernă cu scurgere în Bahlui.
Între anii 1911-1913 s-a efectuat o rectificare a albiei Bahluiului în zona municipiului Iași. Ca urmare a topirii zăpezilor din perioada de iarnă sau a ploilor torențiale din perioada de vară, Bahluiul ieșea din matcă și inunda partea de jos a orașului (până la Fabrica de Țigarete și la Gara Iași), transformând-o într-o mlaștină. Nu existau diguri de protecție care să elimine pericolul de inundații. Documentele de epocă amintesc de inundațiile de proporții din anii 1871 și 1932 (ultima fiind descrisă în romanul Turnuri în apă (1935) al lui Sandu Teleajen).
În anii '60-'70 ai secolului al XX-lea, sub conducerea primarului Ioan Manciuc, s-au efectuat lucrări de regularizare a albiei râului Bahlui, ca urmare a inundațiilor care amenințau municipiul Iași (în special cartierele Dacia, Alexandru cel Bun sau Mircea cel Bătrân). S-au construit cu acest prilej diguri de protecție. Realizarea acestor lucrări a presupus investiții de 120 de milioane de lei (echivalentul a 15 milioane de dolari) , fiind amenajate 13 lucrări hidrotehnice complexe (apărare contra inundațiilor, irigații, piscicultură, alimentări cu apă industrială). Planurile au fost coordonate de botanistul ieșean Mandache Leocov, fostul director al Grădinii Botanice din Iași.
În anii '80 ai secolului al XX-lea, specialiștii Ministerului Mediului au elaborat un proiect de transformare a Bahluiului în râu navigabil, dar acesta a fost abandonat de conducerea de atunci a țării, nefiind considerat o prioritate. Proiectul prevedea îndreptarea cursului sinuos al Bahluiului între localitatea Lețcani și municipiul Iași, în zona străzii Cicoarei, prin crearea unui canal Lețcani-Iași, prin care să se redea municipalității câteva zeci de hectare de teren pentru dezvoltarea unor proiecte investiționale .
Ca urmare a faptului că nu s-a efectuat timp de aproape 40 de ani nici o lucrare de decolmatare și igienizare a râului, iar întreprinderile industriale din județ au deversat substanțe poluante în apă (în principal azotați și fosfați), Bahluiul a devenit un râu poluat. Pe lângă acestea, unii cetățeni ai municipiului Iași au aruncat deșeuri în albia acestuia (în special în zonele periferice).
În anul 2004, conform analizelor efectuate de către Direcția Ape Prut, Bahluiul se încadra la clasa a patra de poluare - din cinci existente, apa sa putând fi folosită doar în agricultură și piscicultură. În prezent, există stații de epurare a apelor în orașele Hârlău, Târgu Frumos, Podu Iloaiei și Iași.

## Proiecte pentru Bahlui
În ultimii ani, începând din 2002, Primăria municipiului Iași a reluat ideea transformării Bahluiului în râu navigabil (acest proiect fiind inclus în Programul de Amenajare Teritorială a Județului Iași (PATJ), întocmit de Habitat Proiect și inițiat, finanțat și aprobat de Consiliul Județean Iași), care să facă legătura cu râul Prut, legând Iașul de Marea Neagră. Proiectul prevedea construirea a două porturi în județul Iași, iar Prutul urma să devină o rezervație naturală în prelungirea Deltei Dunării . În prima fază se urmărea amenajarea albiei râului pe teritoriul municipiului Iași, realizarea de piste pentru bicicliști și pentru rolleri, apoi în faza a doua s-ar realiza regularizarea cursului, montarea de stăvilare și adâncirea râului, incluzând și betonarea în partea inferioară, pentru ca Bahluiul să poată deveni navigabil, măcar pentru ambarcațiuni ușoare .
În anul 2008, primarul municipiului Iași, Gheorghe Nichita, a declarat în presă că după amenajarea albiei, se va încerca identificarea unor zone în care râul să devină navigabil, pentru a amenaja zone de agrement pentru practicarea de sporturi nautice .
La 4 noiembrie 2010, în sediul Prefecturii județului Iași, Administrația Naționala "Apele Române", prin Administrația Bazinală de Apă Prut - Bârlad, și SC DIMAR SRL (firma care a câștigat licitația) au semnat un contract de proiectare-execuție a lucrărilor de amenajare și regularizare a râului Bahlui, în valoare de aproximativ 8 milioane de euro + TVA. Amenajarea râului Bahlui face parte din proiectul "Lucrări pentru reducerea riscului la inundații în bazinul hidrografic Prut - Bârlad", în valoare globală de circa 271 milioane lei, inițiat în anul 2009 de către Dan Cârlan, secretar de stat la Ministerul Mediului și finanțat de Ministerul Mediului și Pădurilor și din fonduri europene, în proporție de 20%-80%. Lucrările de amenajare și regularizare a râului Bahlui prevăd decolmatarea albiei pe cei 11 km ai râului Bahlui de pe raza municipiului Iași, stabilizarea malurilor, realizarea de îmbrăcăminți din beton armat monolit în albia minoră, realizarea unui dig de apărare pe malul drept (3,83 km lungime) în Zona Cicoarei, refacerea parapeților de apărare, supraînălțarea digului existent pe o lungime de 2,97 km între Podul Tudor Vladimirescu și Podul Sf. Ioan, igienizarea Bahluiului pe întreg parcursul din municipiul Iași și recuperarea pentru dezvoltare a Șesului Bahluiului până la Lețcani.

## Poduri
Dintre podurile care traversează râul Bahlui cel mai cunoscut este Podul de piatră din Iași, construit la începutul secolului al XIX-lea. Acesta este inclus pe Lista monumentelor istorice din județul Iași.

## Bahluiul în cultură

### Poezii
În anul 1844 poetul Vasile Alecsandri a scris poemul „Odă cătră Bahlui”, în care descrie râul Bahlui ca fiind plin de glod și lăcaș al broaștelor, iar nasul său se plânge că trebuie să se „cârnească din loc” în apropierea podului peste râu.
Adeseori departe de-a lumei triste valuri,

Cu pasuri regulate eu măsur al tău pod, 

Bahlui! locaș de broaște! râu tainic, fără maluri,

Ce dormi chiar ca un pașă, pe patul tău de glod, 

„Trecut-au, zic atunce, a tale negre unde

Ca gloria, ca viața, ca visul de noroc!”

„Ba n-au trecut, stăpâne! trist nasul îmi răspunde

Eu le simțesc prea bine, căci mă cârnesc din loc”.
Un alt scriitor care a cântat Bahluiul a fost și poetul Mihai Codreanu în sonetul „Diana”, în care descria astfel râul care scaldă Iașul:
Bahluiul curge-ncet. Ca o reptilă

Cu solzii plin de stropituri murdare,

Târându-se prin vesperala zare,

Pe-ntinsul șes purcede parcă-n silă.
În schița „Toamnă lungă” George Topârceanu îl numește „râu fără apă”.
De asemenea, într-o epigramă, poetul George Lesnea descria inundațiile provocate orașului Iași de ieșirea din matcă a Bahluiului:
Bahlui, ades tu te repezi

Vijelios, fierbând în spume

Vrând să te speli de tot ce vezi,

Sau să ne mături de pe lume.

## Imagini

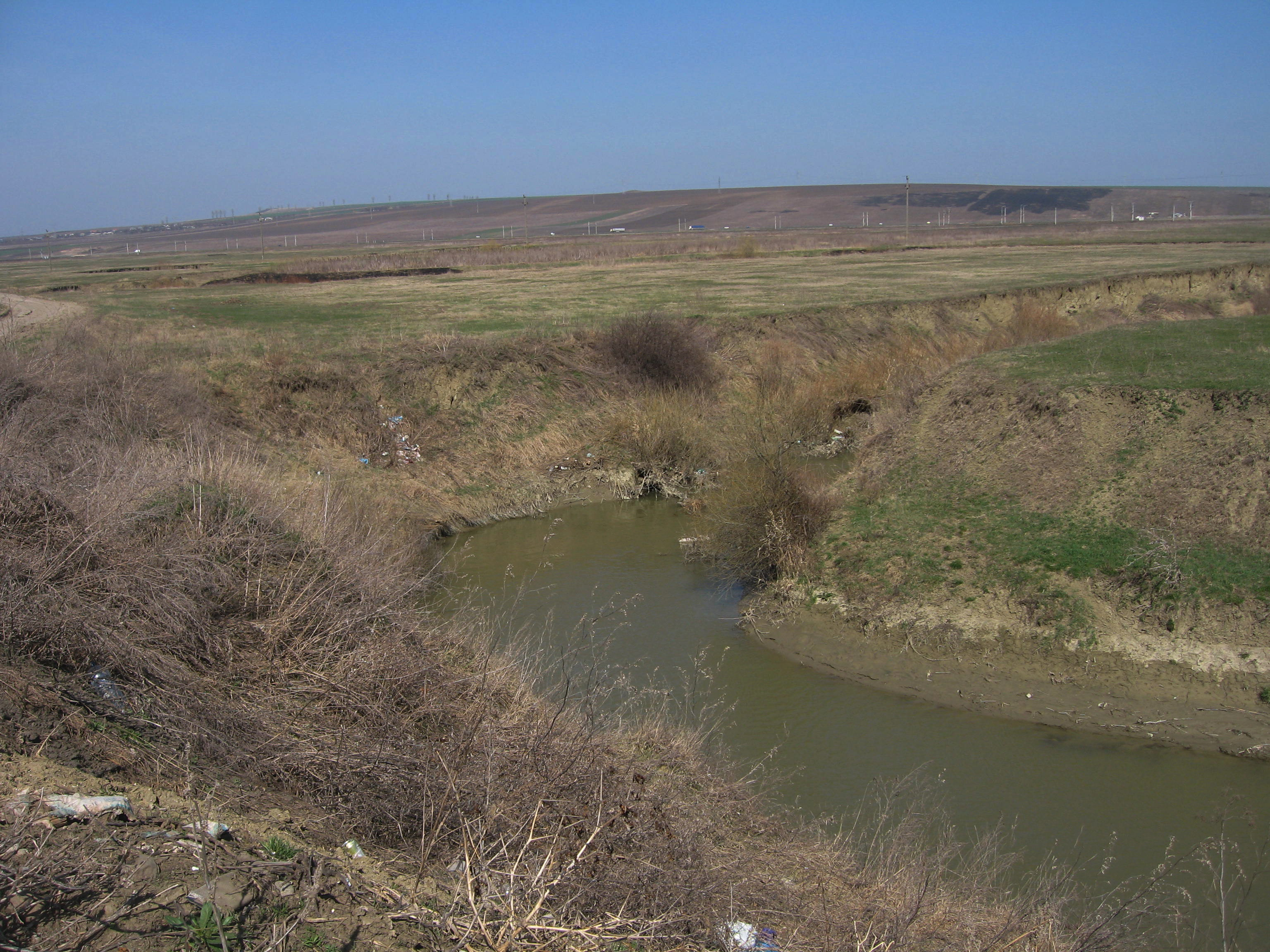
Râul Bahlui trecând prin satul Holm
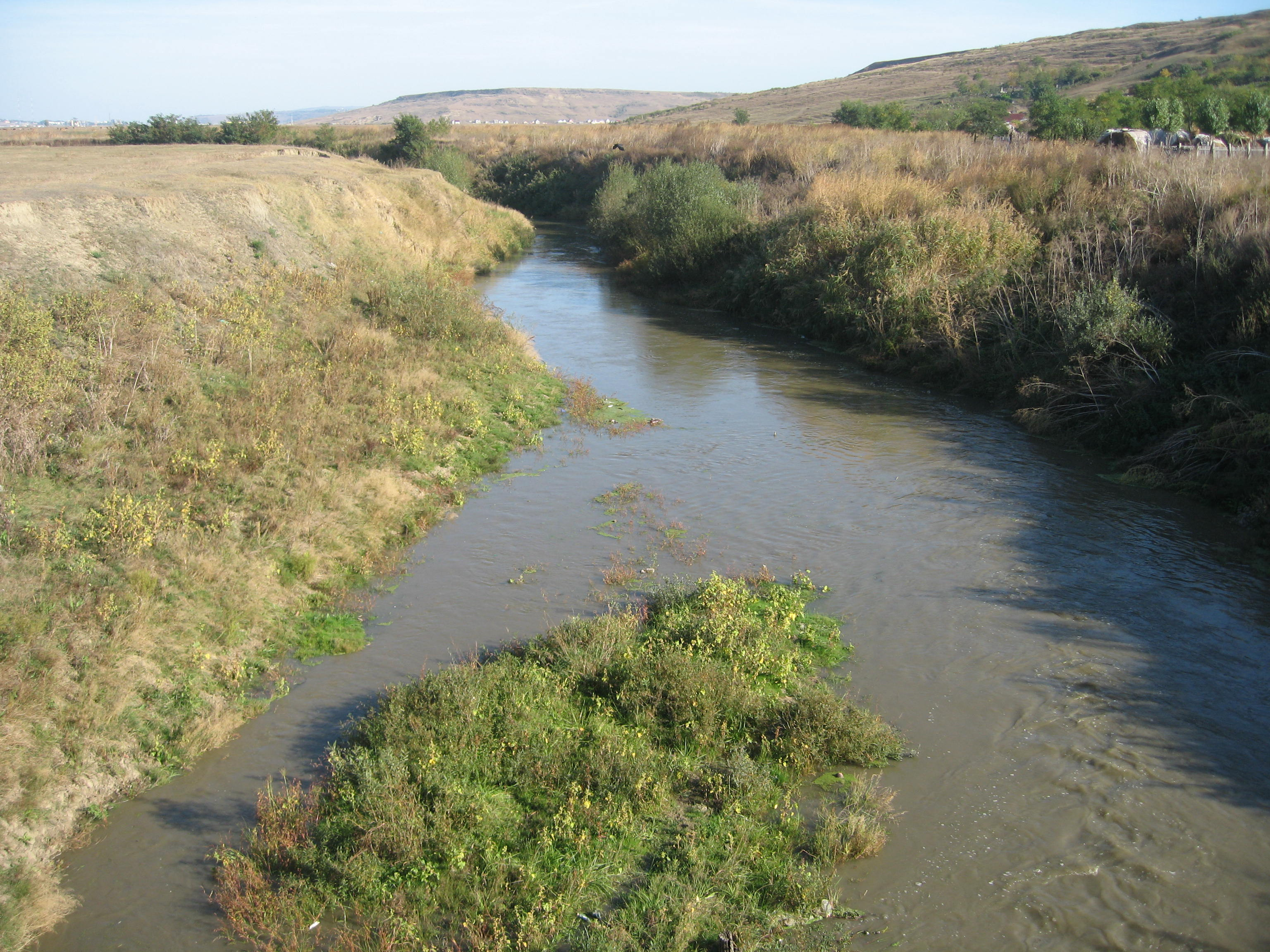
Râul Bahlui trecând prin satul Banu din comuna Dumești
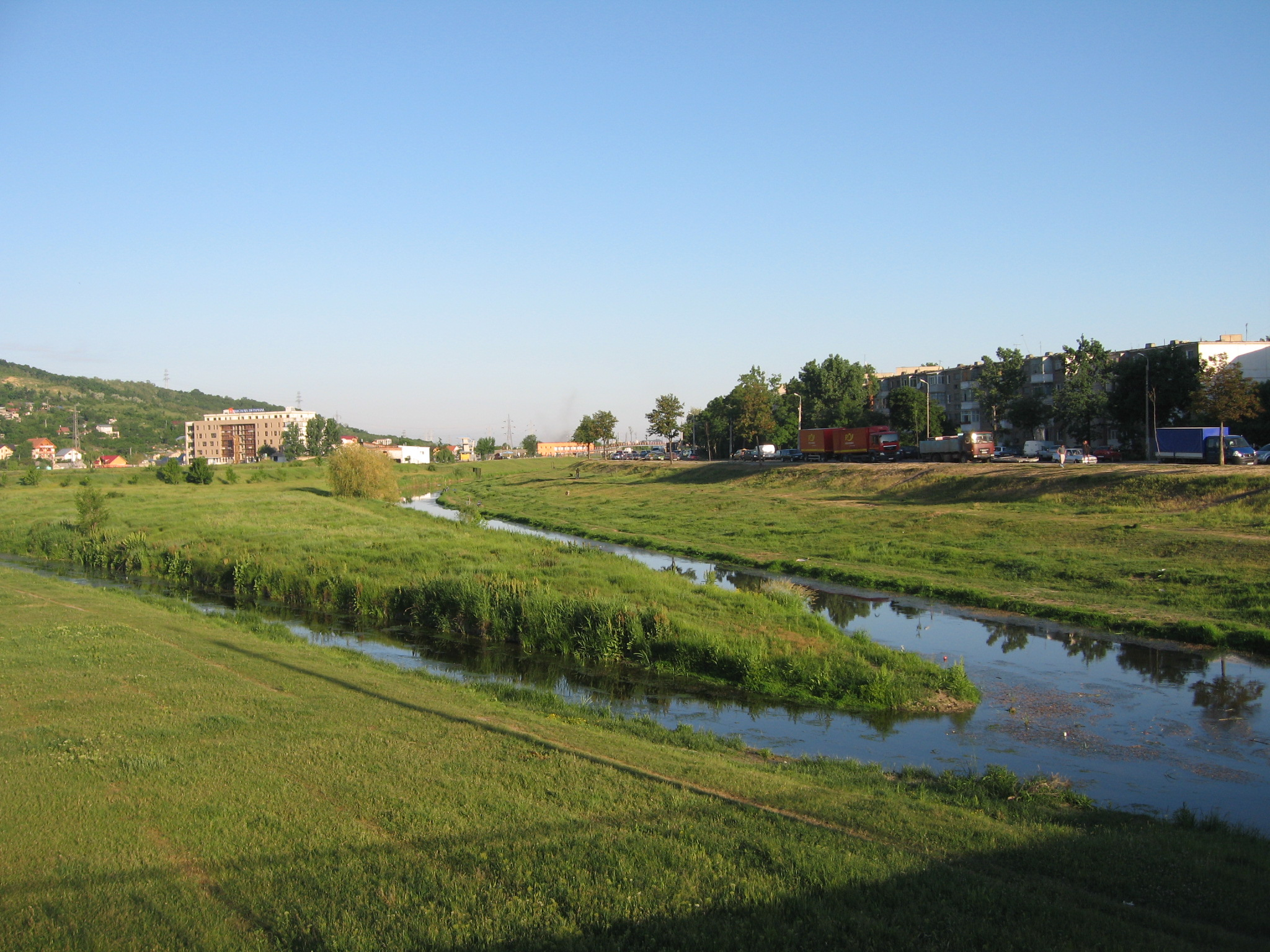
Confluența râurilor Nicolina (stânga) și Bahlui (dreapta) - amonte
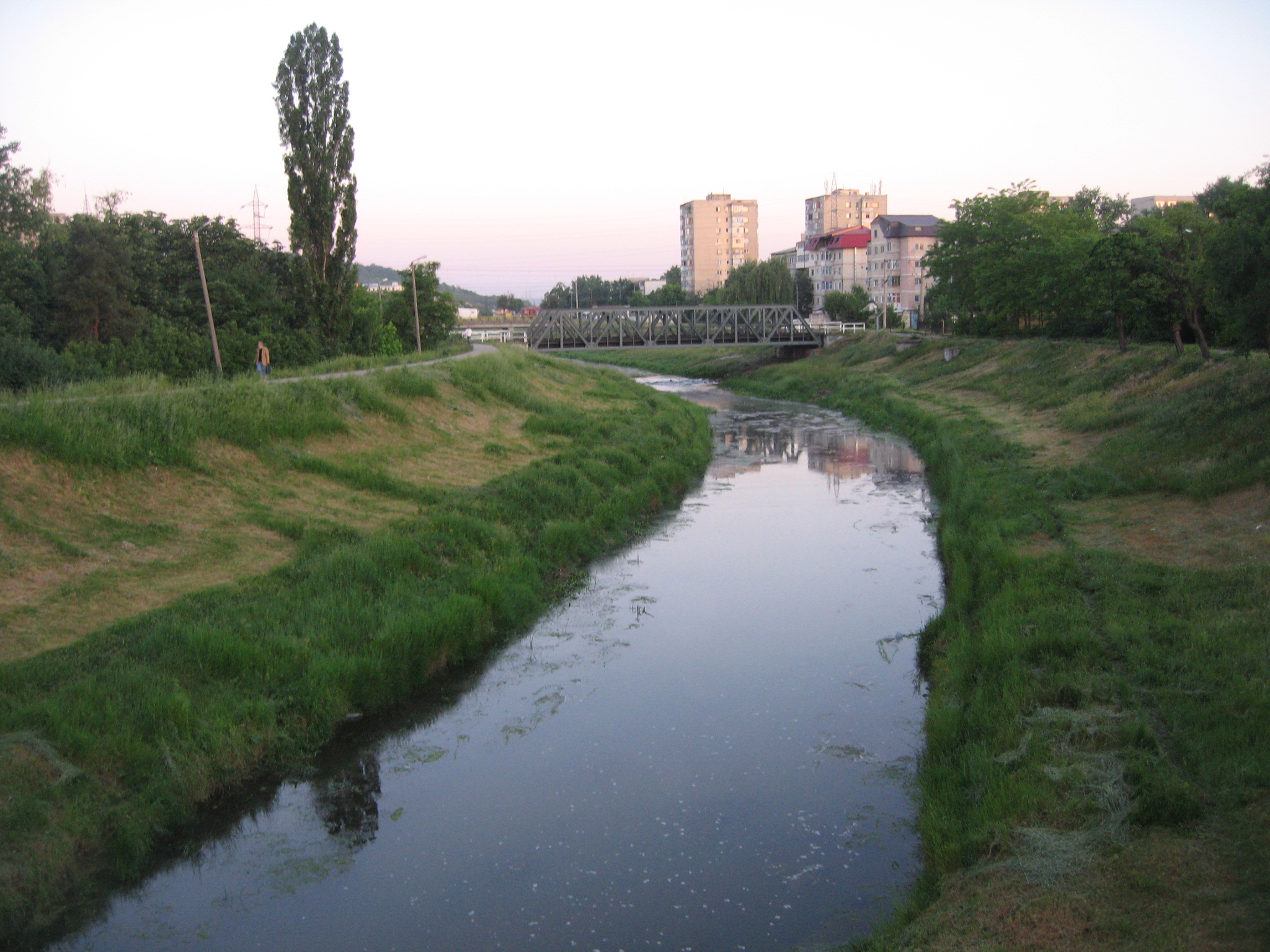
Bahluiul văzut din Podu de Piatră în direcția cartierului Mircea cel Bătrân.
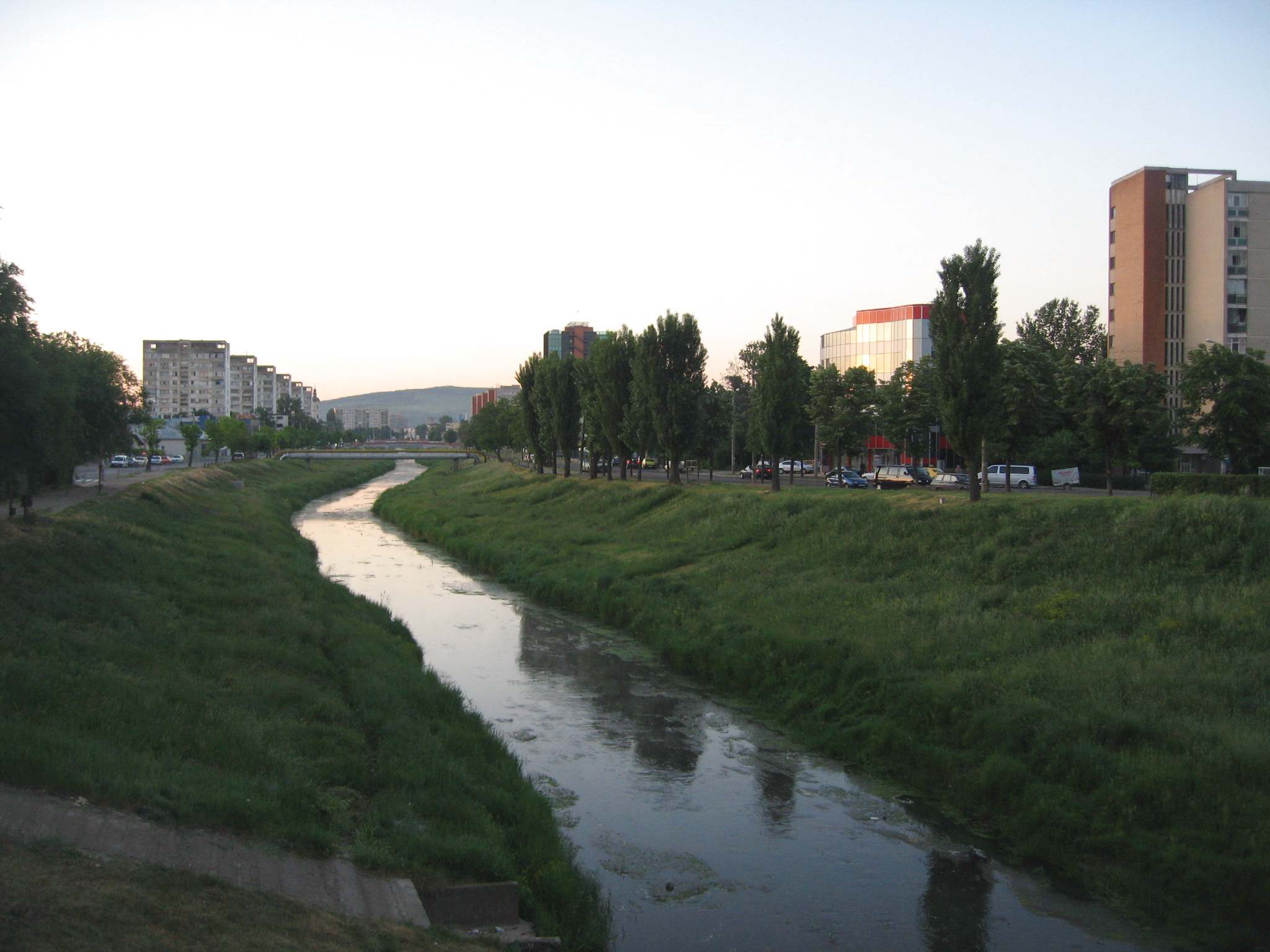
Bahluiul văzut din Podu de Piatră - aval
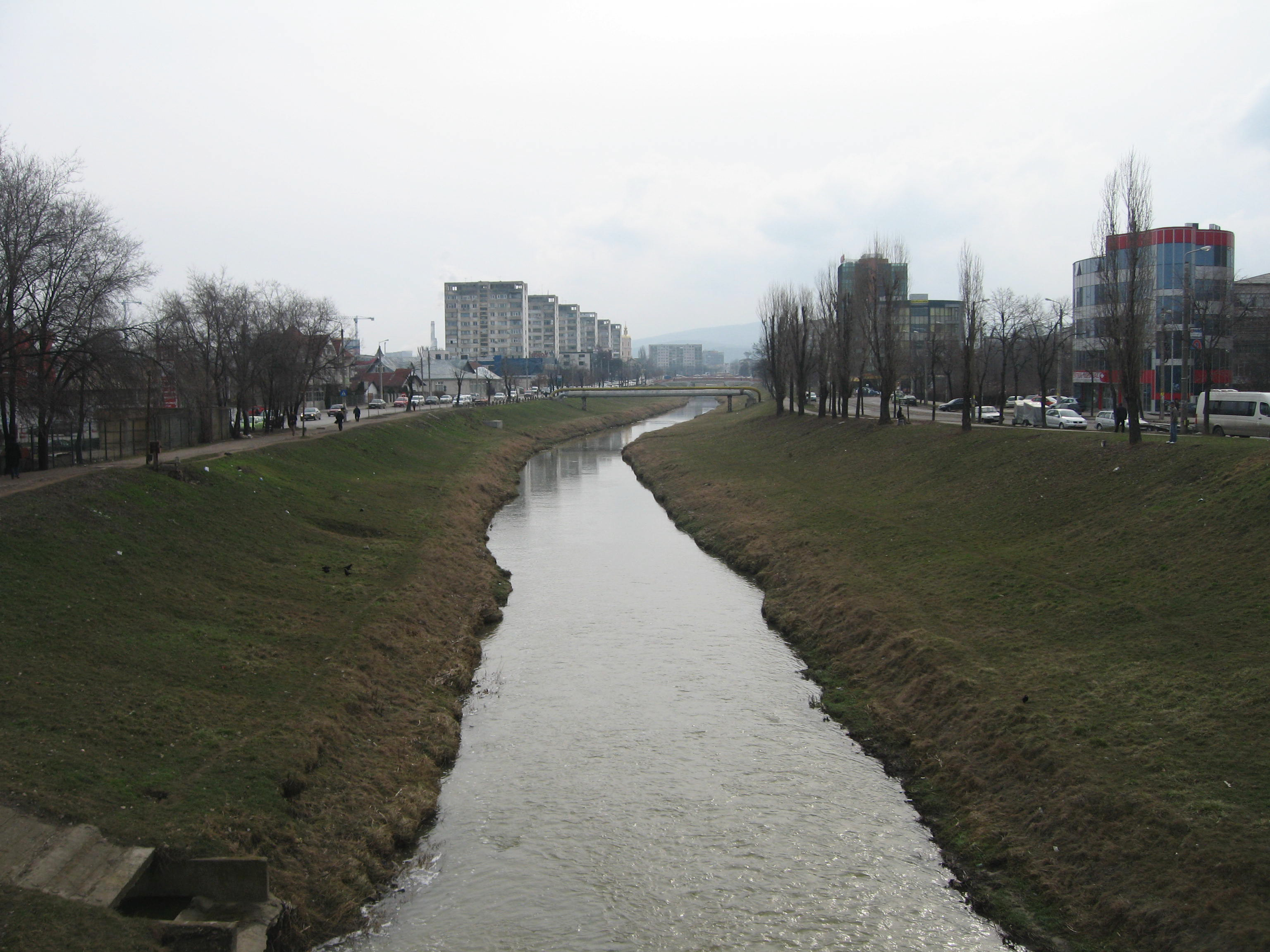
Bahluiul văzut din Podu de Piatră - aval
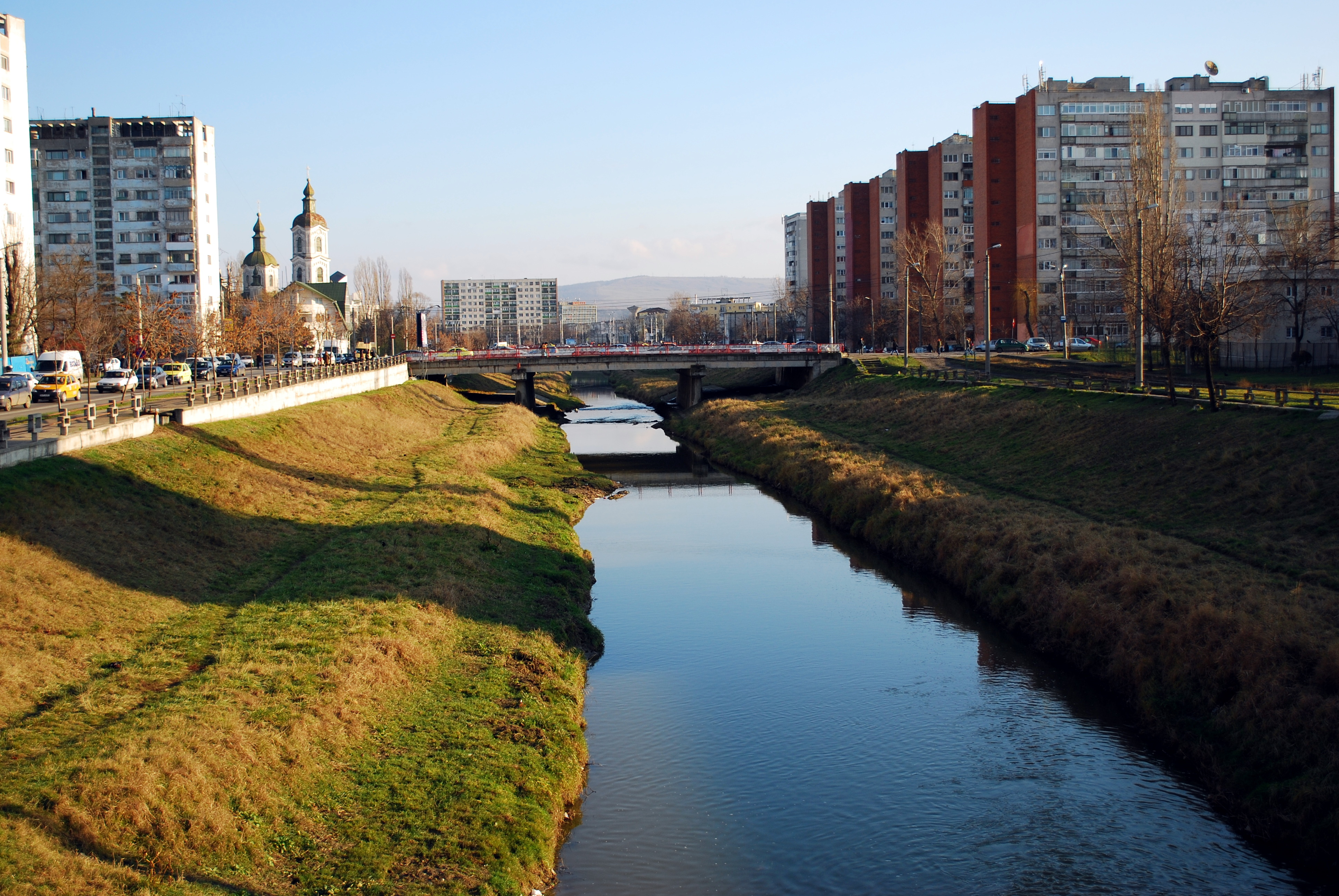
Bahluiul văzut din zona Podu de Lemn (Sf.Andrei)
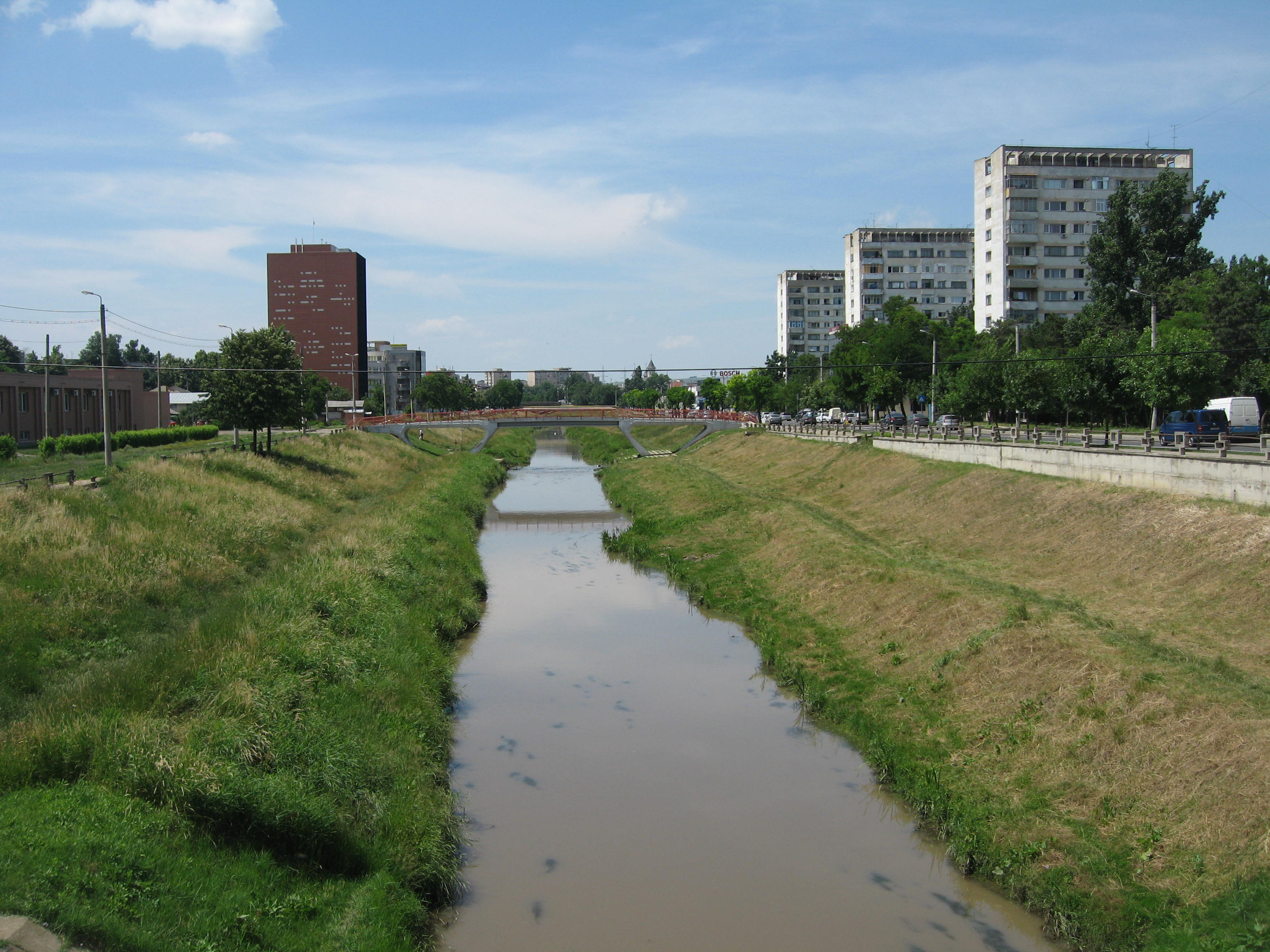
Bahluiul văzut din Podu Cantemir în direcția Podul de Piatră.
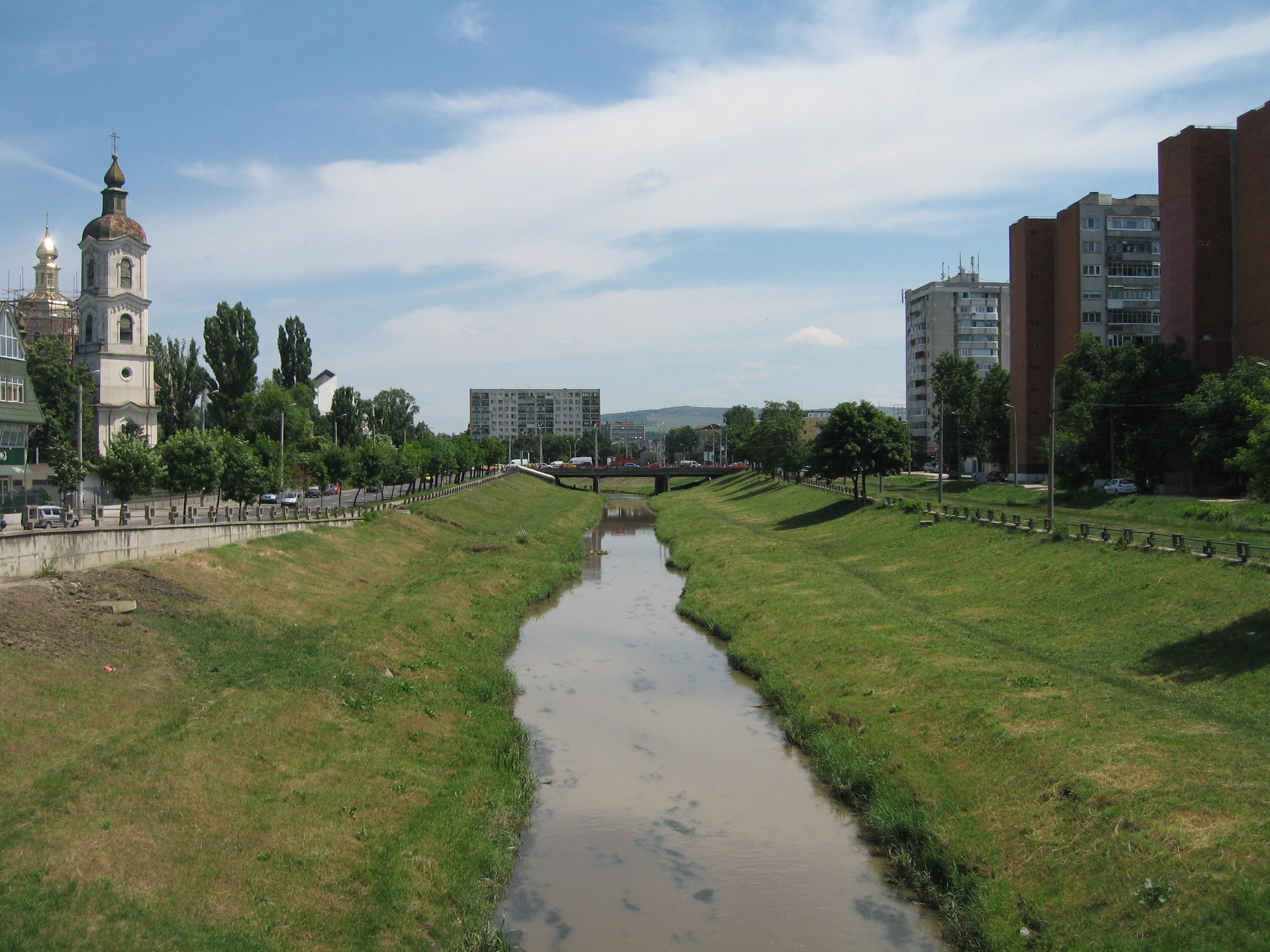
Bahluiul văzut din Podu Cantemir în direcția Podu Roș.
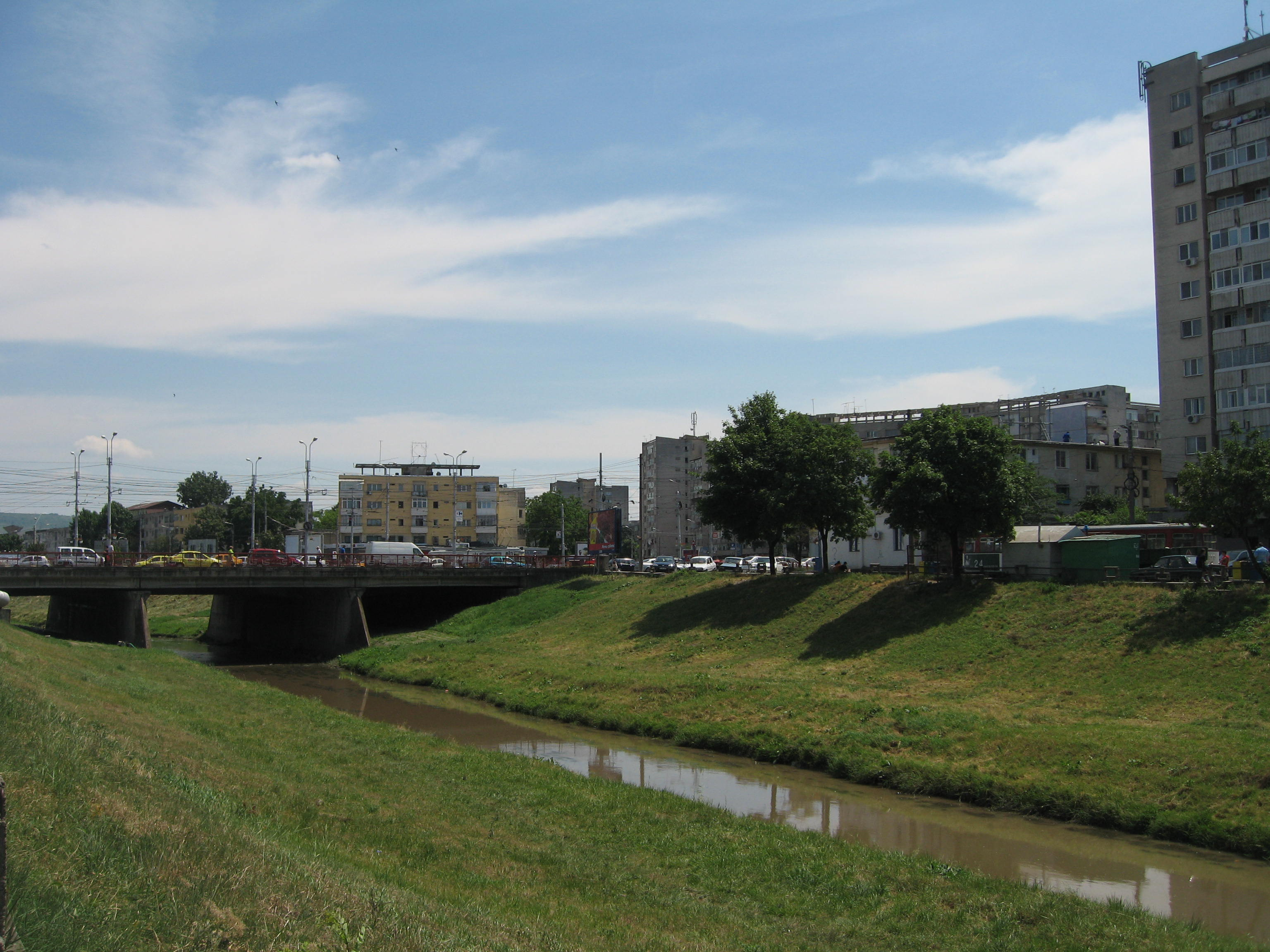
Podu Roș.
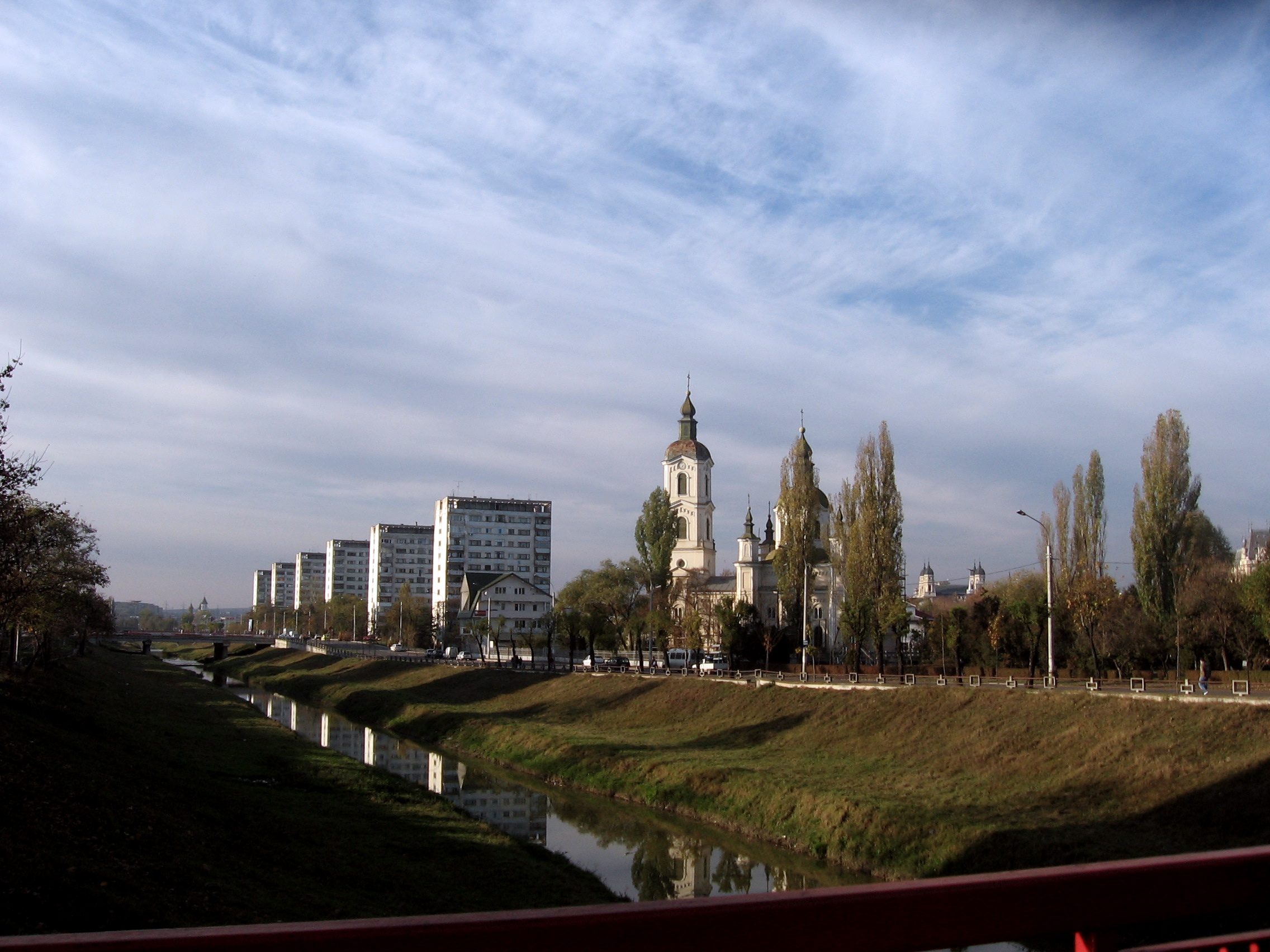
Râul Bahlui văzut în amonte de Podu Roș